# Hermidita
Manuel Hermida Losada (Gondomar, 27 de noviembre de 1924 - Vigo, 17 de septiembre de 2005), más conocido como Hermidita fue un futbolista español de los años 40 y 50.

## Trayectoria
En 1944 Hermidita -diminutivo para distinguirlo de su tíos, Pepe Hermida y Ángel Hermida, también futbolistas- debuta en Primera División con 19 años en el Celta de Vigo, club en el que jugó durante 12 años, participando en un total de 189 partidos en los que anotó 113 goles. Este hecho le convierte en el segundo máximo realizador del R.C. Celta de Vigo en toda su historia solo por detrás de Iago Aspas. Además con 107 dianas en liga (105 + 2 de Promoción para salvar la 1ª categoría) en la Primera División de España es uno de los máximos goleadores de la competición. (véase Anexo:Máximos goleadores de la Primera División de España). 
En 1956 abandonaría el equipo vigués para fichar por el Córdoba CF donde jugaría 2 temporadas antes de su retiro.

## Clubs
Jugó en el Celta de Vigo y en el Córdoba CF. 
En el Celta jugó 12 temporadas (desde la temporada 1944/45 hasta la temporada 1955/56). 
En el Córdoba jugó 1 temporada (1956/57).

## Estadísticas en el Celta de Vigo
- Hermidita marcó 107 goles oficiales en Primera División con el Celta de Vigo: 104 en partidos ligueros más 3 goles anotados en la "promoción a 1ª" que disputó el equipo para no descender a Segunda División. Marcó de penalti 9 goles de 9 lanzamientos.
- Hermidita jugó 166 partidos oficiales en Primera División con el Celta de Vigo: 160 en partidos ligueros más 6 partidos en la "promoción a 1ª" que disputó el Celta. De los 160 partidos de liga, jugó 158 partidos completos. Y en 2 partidos fue cambiado en los minutos finales: en un partido jugó 78 minutos, y en el otro 86 minutos.

Debutó en Segunda División (temporada 1944/45) en el Celta de Vigo. Jugó 5 partidos y marcó 3 goles. Ascendieron a Primera División esa temporada.
Jugó 11 temporadas en Primera División en el Celta de Vigo (desde la temporada 1945/46 hasta la temporada 1955/56).
Disputó 18 partidos de la Copa del Generalísimo con el Celta y marcó 3 goles.

## Estadísticas en el Córdoba CF
Tras una serie de lesiones importantes en sus últimos años en el Celta, fichó por el Córdoba CF en la temporada 1956/57, disputando esa temporada 13 partidos en Segunda División marcando 6 goles en 1.170 minutos.

## Estadísticas totales
Hermidita marcó 119 goles como profesional (107 en Primera División, 9 en Segunda División y 3 en Copa del Generalísimo).
Jugó 202 partidos oficiales (166 en Primera División, 18 en Segunda División y 18 en Copa del Generalísimo).